# Lynn Thorndike
Lynn Thorndike (24. července 1882 Lynn, Massachusetts – 28. prosince 1965 New York) byl americký historik vědy, zaměřený především na středověkou vědu, alchymii a vztah vědy a magie. Jeho nejvýznamnějším dílem jsou osmisvazkové A History of Magic and Experimental Science „Dějiny magie a experimentální vědy“, a učebnice The History of Medieval Europe „Dějiny středověké Evropy“ a A Short History of Civilization „Stručné dějiny civilizace“. Byl členem amerických organizací American Historical Association, Mediaeval Academy of America, Philosophical Society a History of Science Society, v poslední z nich byl v letech 1928 a 1929 prezidentem. V roce 1928 byl zvolen do výboru Académie Internationale d'Histoire des Sciences a v roce 1946 se stal dopisovatelem Académie des inscriptions et belles-lettres.
Thorndike velkou část své kariéry zasvětil snaze prokázat, že středověk nebyl „dobou temna“, jeho dílo se tak zabývá například středověkými scholastiky, kteří přispěli k rozvoji vědy, ale zároveň se v jejich dílech objevují témata magie, alchymie a astrologie. Magii jako chápal jako pomýlenou nauku, ale také jako soubor omylů, který umožnil nástup moderní vědy a jako fenomén, který je hodný pozornosti historika. Přes svůj náhled na magii, který vychází z dobového pozitivismu, se jeho přístup setkal i s negativní reakcí, například ze strany George Sartona, dalšího historika vědy, podle kterého žádný vztah mezi magií a vědou neexistoval.

## Život
Lynn Thorndike se narodil 24. července 1882 ve městě Lynn v Massachusetts jako nejmladší ze třech bratrů. Jeho starší bratři také později působili na Kolumbijské univerzitě, Ashley Horace Thorndike v oboru anglické literatury, Edward Lee Thorndike v oboru behaviorální psychologie. Na Wesleyan University získal v roce 1902 titul Bachelor of Arts, poté na Kolumbijské univerzitě studoval pod vedením Jamese Harveye Robinsona středověké dějiny a v roce 1903 získal titul Master of Arts, doktorát pak v roce 1905. Jeho dizertační prací bylo The Place of Magic in the Intellectual History of Europe „Postavení magie v intelektuálních dějinách Evropy“. Mezi lety 1907 a 1909 vyučoval na Northwestern University, poté až do roku 1924 na Case Western Reserve University, kde získal i titul profesora historie. Poté se přesunul na Kolumbijskou univerzitu, kde setrval až do svého odchodu do důchodu v roce 1950.